# Concerts royaux de François Couperin
Les Concerts royaux est un ensemble de quatre suites à la française qui ont été jouées entre 1714 et 1715, à la cour de Louis XIV (d'où le qualificatif « royaux »), lors de petits concerts de chambre. 
Ils sont destinés à l'écoute plus qu'à la danse. Ils ont été publiés par François Couperin en 1722 à la fin de son Troisième Livre de Clavecin, sans précision quant à l'instrumentation. La même pièce peut donc être jouée au clavecin seul ou ce dernier pour la ligne de basse, les autres instruments pouvant être un violon, une viole de gambe, un hautbois ou une flûte. Cette liberté laissée à l'interprète se retrouve antérieurement dans certaines œuvres de Marin Marais ou de Gaspard Le Roux. Au nombre de 4, ils seront complétés en 1724 par de nouveaux concerts sous le titre Les Goûts réunis.
Chaque concert est composé d'un prélude et d'une suite de danses généralement dans l'ordre classique (allemande, courante, sarabande) suivies d'autres pièces. Ils sont classés par ton croissant par quintes : sol, ré, la et mi.
- Premier concert
  - Prélude
  - Allemande
  - Sarabande
  - Gavotte
  - Gigue
  - Menuet en trio

- Deuxième concert
  - Prélude
  - Allemande fuguée
  - Air tendre
  - Air contrefugué
  - Echos

- Troisième concert
  - Prélude
  - Allemande
  - Courante
  - Sarabande grave
  - Gavotte
  - Muzette
  - Chaconne légère

- Quatrième concert
  - Prélude
  - Allemande
  - Courante françoise
  - Courante à l'italiéne
  - Sarabande
  - Rigaudon
  - Forlane

## Discographie
- Concerts royaux par Laurence Boulay et Françoise Lengellé - CD Erato 1996.